# Ноћ вештица (филм из 2007)
Ноћ вештица (енгл. Halloween) је амерички хорор филм из 2007, режисера и сценаристе Роба Зомбија. Филм је римејк истоименог филма из 1978. и 9. филм у серијалу Ноћ вештица.
Главне улоге тумаче Малком Макдауел као др Самјуел Лумис, Скаут Тејлор Комптон као Лори Строуд и Тајлер Мејн као Мајкл Мајерс. Од глумачке поставе из оригиналног серијала, вратила се једино Данијела Харис, која је тумачила лик Мајклове сестричине, Џејми Лојд, у филмовима Ноћ вештица 4: Повратак Мајкла Мајерса и Ноћ вештица 5: Освета Мајкла Мајерса, али сада тумачи лик Ени Бракет.
И поред већином негативних коментара, филм је успео да заради пет пута већу суму новца од буџета филма, углавном захваљујући популарности оригиналног филма Џона Карпентера. Са зарадом од преко 80 милиона долара налази се на 2. месту од свих филмова из серијала по питању зараде. Радња филма слична је оној у оригиналу, с тим да је много више времена посвећено Мајкловом лечењу у болници Smith's Grove, након убиства сестре.
Две године касније Роб Зомби је снимио наставак под насловом Ноћ вештица 2 који је уједно и врло лабави римејк филма из 1981.

## Радња
На Ноћ вештица у Хадонфилду, Илиноису, показавши и раније знаке психопатских тенденција, десетогодишњи Мајкл Мајерс убије дечака који га је кињио у школи, своју старију сестру Џудит, њеног момка Стива Хејлија и пијаног мајчиног момка Ронија Вајта. Једино поштеди своју новорођену сестру. Након једног од најдужих судских процеса у историји Илиноиса, Мајкл је проглашен кривим за првостепено убиство и послат у санаторијум Smith's Grove, под надзором дечјег психолога, др Самјуела Лумиса. Мајкл у почетку сарађује са Лумисом, а његова мајка Дебора га редовно посећује. Током наредне године Мајкл се повуче у себе, усредсредивши се на израду папирних маски, и престане да комуницира са људима око себе, чак и са својом мајком. Када Мајкл убије медицинску сестру док Дебора одлази из једне од својих посета, она није у стању да се носи са ситуацијом и изврши самоубиство.
Наредних петнаест година Мајкл настави да израђује маске и не разговара ни са ким. Лумис, који је наставио да лечи Мајкла током година, одлучи да иде даље и затвори Мајклов случај. Касније Мајкл побегне из Smith's Grove, побивши успут стражаре и болничко особље. Затим убије једног камионџију, обуче његову одећу и упути се натраг ка Хадонфилду. На Ноћ вештица Мајкл стигне у своју напуштену стару кућу, одакле узме кухињски нож и маску за Ноћ вештица коју је похранио испод подних дасака те ноћи када је убио своју сестру.
Лори Строуд и њене другарице Ени Бракет и Линда ван дер Клок припремају се за Ноћ вештица. Током целог дана Лори види Мајкла како је посматра из даљине. Касније те вечери Линда се нађе са својим момком Бобом Симсом у Мајкловој напуштеној кући. Мајкл се појави, убије их, а затим се упути до куће Строудових, док Лори дадиља Томија Дојла, где убије њене родитеље Мејсона и Синтију. Др Лумис, сазнавши за Мајклово бекство, стигне у Хадонфилд у потрази за Мајклом. Набавивши пиштољ, Лумис покуша да упозори шерифа Лија Бракета да се Мајкл вратио у Хадонфилд. Лумис и Бракет оду до куће Строудових, а Бракет му успут објасни да је Лори заправо Мајклова млађа сестра, коју су Строудови усвојили након самоубиства њихове мајке. Након што убеди Лори да је замени у дадиљању Линдзи Волас док се она забавља са својим момком Полом, Ени је нападнута од стране Мајкла након што он убије Пола у кући Воласових. Довевши Линдзи кући, Лори затекне Ени тешко повређену на поду, али још увек живу, и позове помоћ. Мајкл нападне Лори и појури је натраг до куће Дојлових. Лумис и Бракет чују њен позив путем радија и упуте се ка кући Воласових.
Мајкл киднапује Лори и одведе је натраг у њихову стару кућу. Он покуша да покаже Лори да је она његова сестра, показујући јој слику на којој су они са њиховом мајком. У немогућности да схвати, Лори прободе Мајкла пре него што побегне из куће; Мајкл појури за њом, али стигне Лумис и упуца га три пута. Дошавши себи, Мајкл изнова ухвати Лори и упути се натраг ка кући. Лумис интервенише, али га Мајкл савлада. Лори узме пиштољ и потрчи на спрат, али је Мајкл сатера у ћошак на балкону и бори се с њом очи у очи, ком приликом обоје падну преко ограде. Лори се освести на онесвешћеном Мајклу. Лори упери пиштољ на Мајкла, а Мајкл је зграби за руку таман кад пиштољ опали.

## Глумачка подела
| Глумац                | Улога              |
| --------------------- | ------------------ |
| Малком Макдауел       | др Самјуел Лумис   |
| Ску Тејлор Комптон    | Лори Строуд        |
| Тајлер Мејн Даег Ферх | Мајкл Мајерс       |
| Данијела Харис        | Ени Бракет         |
| Шери Мун Зомби        | Дебора Мајерс      |
| Бред Дуриф            | шериф Ли Бракет    |
| Кристина Клеб         | Линда ван дер Клок |
| Дани Трехо            | Исмаил Круз        |
| Ди Волас              | Синтија Строуд     |
| Хана Хол              | Џудит Мајерс       |
| Вилијам Форсајт       | Рони Вајт          |
| Кен Фори              | Џо Гризли          |
| Дарил Сабра           | Визли Род          |
| Скалер Жисондо        | Томи Дојл          |
| Џени Грег Стјуарт     | Линдзи Волас       |
| Пет Скипер            | Мејсон Строуд      |
| Лу Темпл              | Ноел Клагс         |

## Продукција
Након приказивања Ноћ вештица 8: Ускрснуће (2002), постојале су различите идеје о томе како да се настави са реализацијом деветог дела. Након објављивања филма Фреди против Џејсона 2003. године, Dimension Films је покушао да продуцира кросовер са франшизом Hellraiser. Једна од тема је укључивала младог Мајкла Мајерса који отвара Конфигурацију Ламента и опседнут Самхаином који бежи из пакла, пружајући извор његове убиствености и непобедивости; остатак филма би садржао Ценобите који су га прогонили. Dimension је одбацио ранију рекламу из касних 90-их Дејва Паркера, јер су веровали да ће Фреди против Џејсона имати бомбастичан успех на благајнама. Према Дагу Бредлију, Клајв Баркер је пристао да напише сценарио док се разматрало да ли ће филм режирати сам Џон Карпентер. Бредли је рекао да Баркер није био заинтересован за мано-а-мано конфронтацију. Био је заинтересован да пронађе места где су се „поставке Halloween и Hellraiser могли укрстити” и да је замишљао Мајкла Мајерса као садомазохистичког сексуалног перверзњака и серијског убицу што би било довољно да изазове Пинхедово интересовање”. Пројекат је на крају отказан након што је 52 процента испитаника у интернет анкети није одобрило пројекат, а Мустафа Акад није био заинтересован.
Акад је наставио да покушава да продуцира наставак. Џош Столберг, који је такође неуспешно предлагао кросовер Hellraiser-а са Бобијем Флорсхајмом, представио је Halloween: Bad Blood, у којем би се поново појавио лик Џејмиј Лојд. Сценарио из 2004. сценариста Џима Кибла и Дедија Еплтона, под називом Ноћ вештица: Одмазда, почињао је тако што је Мајкл убио лика Баста Рајмса, Фредија Хариса, и укључивао сина Лори Строд, Џона Тејта и шерифа Лија Брекета који планирају да убију Мајкла Мајерса из освете. за њену смрт у претходном филму; филм би се завршио тако што Тејт удави Мајкла у залеђеном језеру, али имплицирајући да ће он заузети његово место као убица. Такође 2004. године, сценарио Мета Вина, под насловом Ноћ вештица: Уточиште, натерао је Мајкла Мајерса да се ослободи и побегне од извршења смртне казне. Још један потенцијални сценарио написао је Џејк Вејд Вол. Његов сценарио под насловом Ноћ вештица: Године које недостају, наставак је франшизе усредсређен на причу о повратку Мајкла Мајерса у Smith's Grove санаторијум почетком 1980-их, током догађаја у Ноћ вештица 3: Сезона вештице (1982), у којем флешбекови откривају детаље о његовом детињству проведеном у институцији након убиства своје сестре 1960-их. У исто време Мустафа Акад и његов син Малек су радили на причи која се врти око др Вина из филма Ноћ вештица 6: Проклетство Мајкла Мајерса (1995). Развој директног наставка изненада је заустављен када је Мустафа Акад убијен у бомбашком нападу на хотел у Аману 2005. док је био на венчању у Јордану, а његов син Малек је одлучио да причу преусмери у другом правцу.
Четвртог јуна 2006, Dimension Films је објавио да ће Роб Зомби режирати следећи наставак у серијалу филмова Ноћ вештица. План је био да Зомби ради многе позиције у продукцији; он би писао, режирао, продуцирао и служио као музички супервизор. Боб Вајнстин му је пришао у вези снимања филма. Зомби, који је био обожаватељ оригиналног Ноћи вештица, искористио је прилику да сними филм за Ноћ вештица за Dimension Studios. Пре него што је Dimension изашла у јавност са вестима, Зомби се осећао обавезним да обавести Карпентера, из поштовања, о плановима за римејк његовог филма. Карпентеров захтев био је да га Зомби „учини својим“. Током интервјуа од 16. јуна 2006, Зомби је најавио да ће његов филм комбиновати елементе преднаставка и римејка са оригиналним концептом, и инсистирао је да ће у новом филму бити доста оригиналног садржаја за разлику од пуког прерађеног материјала. BBC је навео да ће нови филм садржински занемарити бројне преднаставке који су уследили након Ноћ вештица.
Зомбијева намера је била да поново осмисли Мајкла Мајерса јер је осећао да је лик, заједно са Фредијем Кругером, Џејсоном Ворхисом и Пинхедом, постао познатији публици и као резултат тога је био мање застрашујући. Идеја иза новог филма била је да се продуби Мајклова причу и лику дода нови живот. О Мајкловој маски је представљена нова засебна прича која је давала објашњење зашто је носи, уместо да лик једноставно насумично украде маску из продавнице, као у оригиналном филму. Редитељ Зомби је објаснио да је желео да лик Мајкла буде веран ономе што психопата заиста јесте, и желео је да маска буде начин да се Мајкл сакрије. Такође је желео да млади Мајкл буде харизматичан, што би се пројектовало на одраслог Мајкла. Поред тога, одлучио је да ће Мајклови мотиви за повратак у Хадонфилд бити више двосмислени; он је изјавио: „Да ли је покушавао да убије Лори, или је само пронашао зато што је воли?“ Мајкл говори као дете током почетка филма, али док је у Smith's Grove, он потпуно престаје да прича. Зомби је првобитно планирао да одрасли Мајкл разговара са Лори у финалу филма, једноставно изговоривши  надимак којим ју је ословљавао током детињства, Бу. Зомби је објаснио да ова верзија није коришћена зато што се плашио да ће га лик у том тренутку превише демистификовати, и зато што је чин да Мајкл предаје Лори њихову заједничку фотографију био довољан.
Штавише, Мајкл не би могао да вози у новом филму, за разлику од верзије из 1978. Лик др Лумиса је такође требало да буде више наративно испреплетен са Мајклом; Зомби је закључио да је улога лика у оригиналу била „појављивање само да каже нешто драматично“. Иако је Зомби додао више историје лику Мајкла Мајерса, стварајући тако оригиналнији садржај за филм, одлучио је да задржи маску заштитног знака лика и Карпентерову тематску песму (упркос очигледно погрешном тумачењу у интервјуу који сугерише да ће тема бити одбачена). Продукција је званично почела 29. јануара 2007. Непосредно пре почетка фазе снимања, Зомби је известио да је видео прву израђену верзију Мајклове познате маске  и прокоментарисао: Изгледа савршено, баш као оригинал. Није изгледала тако добро од 1978. године. Снимање се одвијало у истом крају који је Карпентер користио за оригиналну Ноћ вештица.
Деветнаестог децембра 2006. Зомби је објавио Bloody Disgusting да ће Дег Ферч играти улогу десетогодишњег Мајкла Мајерса. Дана 22. децембра 2006. године, Малколм Макдауел је званично најављен као глумац који ће тумачити лик др Лумиса. Макдауел је изјавио да жели огроман его у Лумису, који жели да добије нову књигу из искушења. Дана 24. децембра 2006, Зомби је објавио да ће Тајлер Мејн, који је раније радио са Зомбијем на филму Ђавољи шкарт (2005), глумити одраслог Мајкла Мајерса. Мане је навео да је било веома тешко глумити само очима. Након што је добио улогу, приметио је да је узастопно гледао седам од осам филмова Ноћ вештица (изузев трећег јер се Мајкл Мајерс не појављује) да би боље разумео свој лик. Скаут Тејлор Комптон је издржала дуг процес кастинга, али како редитељ Зомби објашњава, Скаут је била његов први избор. Било је само нешто у њој; имала је истински квалитет. Није деловала као глумица. Била је једна од последњих особа које су добиле главну улогу после Ферча, Манеа, Макдауела, Форсајта и Хариса. Хедер Бовен, обожаватељка која је 2005. године победила на такмичењу које је за награду имало камео наступ у филму, када је још увек требало да буде наставак, глумила је новинарку која је извештавала о Мајкловом хапшењу, али њена сцена је изрезана из филма и не појављује се у обрисане сцене. У оригиналном крају филма, Лумис успева да убеди Мајкла да пусти Лори док је окружен полицајцима, говорећи Мајклу да је „учинио праву ствар“. Међутим, упркос Лумисовим протестима, Мајкл је убрзо након тога убијен у пуцњави, а филм се завршава тако што Лумис тужно гледа у леш свог бившег пацијента.

## Приказивање и верзије филма
Отприлике четири дана пре приказивања филма у биоскопима, радна верзија филма Ноћ вештица појавила се на мрежи и кружила је по разним BitTorrent сајтовима. Након што је чуо за процурелу копију, Зомби је изјавио да је верзија која је процурила у јавност била старија верзија филма, другачија од онога што је требало да буде објављено у биоскопима. Цурење радне верзије филма довело је до спекулација да би успех филма могао бити упитан, пошто је режисер Ели Рот финансијски неуспех свог филма који је објављен раније исте године, Хостел 2, приписао цурењу радне верзије. Вебмастер Dark Horizons-а Гарт Френклин приметио је да гледање радне верзије омогућава гледаоцу да види шта је промењено након пробних пројекција филма у јуну 2007. На пример, једна посебна сцена — силовање жене у Smith's Grove — замењена је у коначној верзији. Ноћ вештица је званично објављена 31. августа 2007. у 3.472 биоскопа у Северној Америци, што му је дало најшире дистрибуциони опсег у поређењу са свим претходним филмовима из франшизе Ноћ вештица.
Музика за филм је објављен 21. августа 2007; укључује 24 нумере, које се састоје од 12 песама са вокалима и 12 инструменталних. Албум је садржао обе нове песме, као и прерађене из првобитног филма Ноћ вештица и наставка. Интерпретација оригиналне теме Ноћи вештица Џона Карпентера од стране Тајлера Бејтса је прва музичка нумера, са „(Don't Fear) The Reaper”, која се нашла у оригиналном Ноћи вештица, и „Mr. Sandman”, која се појавила у Ноћи вештица 2 и Ноћ вештица 7: Двадесет година касније, у извођењу Нан Вернон. Албум такође укључује песме групе Kiss, God of Thunder, Tom Sawyer групе Rush, композиције Алис Купер „Only Women Bleed”, композицију Питера Фремптона „Baby, I Love Your Way”, песму бенда Nazareth „Love Hurts”, композиције канадске рок групе Bachman–Turner Overdrive, „Let It Ride”, песму групе Misfits' „Halloween II” и уживо извођење песме Иги Попа односно групе The Stooges.
Осамнаестог децембра 2007. филм је објављен на DVD-у у Сједињеним Америчким Државама; и биоскопска (110 минута) и редитељеву верзију (121 минут) објављени су као специјална издања на два диска која садрже идентичне бонус карактеристике. Филм је објављен на DVD-у у Уједињеном Краљевству 28. априла 2008, познат као Uncut издање. Седмог октобра 2008. објављен је комплет филма на три диска. Ово колекционарско издање Ноћи вештица садржи исте бонус додатке као и претходно неоцењено издање, али укључује Зомбијев документарни филм о филму у трајању од четири и по сата, сличан документарцу „30 дана у паклу“ за Зомбијев The Devil's Rejects.

## Зарада
На дан премијере, Ноћ вештица је зарадио 10.896.610 долара, и тиме је одмах надмашио приходе током првог викенда приказивања претходно најуспешнијег Ноћ вештица 2 (1981) који је зарадио 7.446.508 долара. Од 1. до 2. септембра, Ноћ вештица је зарадио 8.554.661 долара и 6.911.096 долара, за тродневни викенд на почетку приказивања, са укупно зарађених 26.362.367 долара. Филм је зарадио додатних 4.229.392 долара на Празник рада за четвородневни продужени празнични викенд, чиме је укупно зарадио 30.591.759 долара, чиме је филм остварио највећу зараду за тај празник. Као резултат тога, филм из 2007. је одмах премашио укупну зараду на благајнама коју су остварили сви други филмови из франшизе.
Након првог петка по викенду када је била премијера, Ноћ вештица је забележила пад гледаности од 71,6% и филм је зарадио још 3,093,679 долара. Филм, који је заузео прво место на благајнама првог викенда, зарадио је само 9.513.770 долара током другог викенда – смањење од 63,9% – али је и даље заузимао друго место по листи зараде на благајнама, одмах иза вестерна У 3.10 за Јуму. Филм је наставио да се пласира међу првих 10 филмови по заради, ушавши у трећу недељу на листи, када је зарадио 4.867.522 долара и заузео шесто место на листи. Тек четвртог викенда филм је пао из првих десет и заузео дванаесто место са приходованих 2.189.266 долара. Ноћ вештица није успела да поврати првих десет места на благајнама до краја биоскопског приказивања.
Захваљујући првом викенду током којег је зарадио 30,5 милиона долара, филм је оборио рекорд на благајнама за зараду током викенда за празник рада, надмашивши рекорд који је 2005. поставио Транспортер 2 са 20,1 милион долара. Задржао је рекорд филма са највећом зарадом током викенда за празник рада све до објављивања Шенг-Чи и легенда о десет прстенова 2021. Ноћ вештица је такође по зарадио био 8. филм  са ознаком Р, током 2007. и завршио је годину на 44. месту по укупној бруто заради на домаћој благајни. Са 58 милиона долара бруто зараде на благајни, Ноћ вештица је био други филм са највећом зарадом међу тадашњим римејковима слешера, који је касније преузео Ноћна мора у улици брестова (2010) са 63 милиона долара.
Поред приказивања на северноамеричком континенту, филм је почео премијерно приказивање у време када и Мајкл Клејтон и Господином Вудкок на страним тржиштима током викенда 29. септембра 2007. Ноћ вештица је предњачио по заради између три филма, са укупно остварених 1,3 милиона долара у 372 биоскопа. Мајкл Клејтон и Ггосподин Вудкок су освојили 1,2 милиона долара са 295 екрана и 1 милион долара са 238 екрана. До 1. новембра 2007. Ноћ вештица је инкасирао додатних 7 милиона долара на иностраним тржиштима. На крају, филм је у иностранству зарадио укупно око 21.981.879 долара. До краја приказивања филма у биоскопима, филм је зарадио укупно 80.253.908 долара широм света.

## Пријем критике
На основу 122 рецензије наведене на сајту Rotten Tomatoes, Ноћ вештица има оцену  од 28% (од 100%), са просечном оценом 4,40/10. Консензус о филму на сајту је: „Роб Зомби не доноси много нових идеја на стол за Ноћ вештица, што га чини још једним крвавим разочарењем за фанове франшизе.
Поређења ради, Metacritic, који додељује просечну оцену до 100 на основу критика и оцена мејнстрим критичара, за филм наводи просечну оцену 47 од 100, на основу 18 рецензија, што указује на „мешовите или просечне критике“. Анкете CinemaScore показале су да је просечна оцена коју су биоскопски гледаоци дали филму „Б−“ на скали од А+ до Ф; анкета такође наводи да су 62% публике чинили мушкарци, а 57% има 25 година или више.
Питер Хартлауб, из San Francisco Chronicle, сматрао је да је Зомби успешан и у „[убацивању] сопственог обрта у Ноћ вештица, док је у исто време одао почаст и реферисао се на Карпентеров филм“; мислио је да је Зомби успео да Мајкла Мајерса учини готово „симпатичним” као дете, али да је последња трећина филма више деловала као монтажа сцена са Ноћи вештица које прерасте у „логику слешер филма”. Нејтан Ли, писац за The Village Voice, се делимично није сложио са Хартлаубом. Он је сматрао да је Ноћ вештица можда ставила превише нагласка на пружање симпатија за лик Мајкла Мајерса, али да је успела да „[продуби] Карпентерову визију без искорењивања страха присутног у филму“. Филмски критичар Метју Тарнер веровао је да је прва половина филма, која је садржала елементе преднаствка, где је приказано Мајклово детињство, боља од елемената римејка, друге половине филма. Укратко, Тарнер је изјавио да је глумачка екипа била „сјајна“, при чему је Малколм Макдауел био савршено кастован као др Лумис, али да је филму недостајала застрашујућа вредност Карпентеровог оригинала. Џејми Расел из BBC News се сложио да је прва половина филма функционисала боље од друге половине; сматрао је да је Зомбијева проширена позадинска прича о Мајклу била „изненађујуће ефикасна“ и такође се сложивши да је Макдауел савршено постављен као Лумис – али да Зомби није успео да креира „натприродни страх“ који је Карпентер креирао за лик Мајкла у свом оригиналом филму из 1978.
Критичар New York Daily News-а Џек Метјуз веровао је да у филму недостаје тензија и да је више био усмерен на јефтине шокове — са фокусом више на побољшање „слике насиља“ — него на стварне покушаје да се уплаши публика; дао је филму једну и по звездицу од пет. Денис Харви, аутор текстова за магазин Variety, поновио је Метјуово мишљење да филм није успео да испуни напетост; такође је сматрао да се не може разликовати један тинејџерски лик од другог, док је у Карпентеровом оригиналу сваки тинејџер имао стварне личности. Пишући 11 година након објављивања филма за The Washington Post, Сони Банч је спекулисао да је „теорија о повратном удару Мајкла Мајерса можда била утешна за Америку после 11. септембра заглављену у рату у Ираку покушавајући да стекне осећај како долази до зла бити, али то је дубоко незадовољно као клин на који се може окачити негативац из филма слешера." Насупрот томе, Роситер Дрејк из The Examiner поздравио је Мајклову позадинску причу, осећајући да је то „убедљив приступ митологији“ који је успео да буде „јединствен“ и „шокантан“ у исто време. Ким Њуман из Empire магазина се сложио са критикама других критичара и сматрао је да је филм, јер је изгледало да је Зомби мање фокусиран на тинејџере које Мајкл прогања и убија, „[пао] у воду“ када је у питању ефекат неизвесности или било чега „из даљине застрашујућег. Њуман је похвалио Макдауела за његов приказ „упорног психијатра“. Бен Волтер, је у тексту за Time Out London, навео да је редитељ Зомби додао „изненађујући реализам“ развоју психопатских поступака Мајкла Мајерса, али се сложио са Њуманом да је редитељ заменио „напетост и разиграност“ оригиналног филма убедљивим приказом „црнокрвних“ бруталност“.
У тексту за The Hollywood Reporter Френк Шек, писао је да, иако је Зомбијев римејк оригиналног филма био бољи од тога да добијемо још једног наставка у дуготрајној франшизи, ипак није упоредив са оригиналом из 1978. године. За Шека, Зомби је заменио Карпентерову грађевинску неизвесност, која ју је учинила тако „бриљантном“, графичким насиљем и проширеним сценама голотиње; такође је критиковао Макдауела због недостатка интензитета који је Доналд Плеенс унео у лик Лумиса. Насупрот томе, Кен Фокс, новинар TV Guide сматрао је да је Зомби заиста урадио „страшан хорор филм“, не тако што је копирао Карпентера, већ тако што је филм направио на свој начин. Фокс је приметио да се чинило да Зомби више иде стопама филмова Веса Крејвена и Тобија Хупера о „суровим, маснокосим из 70-их“, што му је омогућило да врати Мајкла својим коренима и успешно ужасава публику која је навикла на скорашње сплатер хорор филмове. Бил Гиброн из PopMatters верује да публика и критичари не могу да упоређују Карпентеров филм са Зомбијевим римејком; тамо где се Карпентер више фокусирао на грађане Хадонфилда —с а ликом Мајкла који се понашао као прави „бугимен“ — Зомби се више фокусирао на самог Мајкла, успешно приморавајући публику да искуси све елементе кроз које је Мајкл прошао, што је довело до његове „жељом за смрћу„.
Квентин Тарантино тврди да му се филм није допао када га је први пут погледао у биоскопу, али га је ценио због глуме Хериса и Фирч као и Зомбијеве „естетике Сема Пекинпоа“.
Филм Ноћ вештица је освојио Rondo Hatton Classic Horror Award  за најбољи филм 2007. године, освојивши 550 гласова, највише у историји ове награде. Филм је такође освојио награду за најбољи римејк на додели Spike TV Scream Awards 2008. Ден Метјуз, потпредседник PETA-е, послао је Робу Зомбију писмо захвалности због начина како као редитељ шаље поруку публици када је приказао младог Мајкла Мајерса како мучи животиње, нешто што је сматрао да показује да људи који чине окрутна дела према животињама вероватно ће прећи на људе. Метјуз је додао: „Надајмо се да ће, уз пажњу коју генерише ваш филма на везу између окрутности према животињама и људског насиља, више људи препознати знакове упозорења међу људима које познају и да ће се са њима снажније носити. Желимо вам наставак успеха!"
Сам Карпентер је био амбивалентан према филму; током питања и одговора са публиком 2016. године, Карпентер је изјавио да се противи Зомбијевим коментарима да је био „хладан” када су разговарали о пројекту и приметио је да ће то осликати његову перцепцију филма и пожалио се да је давање позадинске приче Мајерсу одузело мистичност. Касније је појаснио да је у добрим односима са Зомбијем. Карпентер, који је био извршни продуцент и креативни консултант за наставак Ноћи вештица (1978) из 2018. године, изразио је своје неслагање са Зомбијевим приказом Мајерса: „Мислио сам да је одузео мистичност приче објашњавајући превише [о Мајклу Мајерсу]. Није ме брига за тим. Он би требало да је природна сила. Требало би да је скоро натприродан."

## Награде и номинације
Филм је био номинован за више награда за најбољи филм и глуму. Ноћ вештица је номинован од стране Филмског фестивала у Сиџису за „Најбољи филм“, као и награду Rondo Hatton Classic Horror Awardsрдс, коју је освојио.
Шери Мун Зомби је такође номинована за најбољу споредну глумицу на додели Fright Meter Awards 